# 查特莫哈爾烏帕齊拉
查特莫哈爾乌帕齐拉是孟加拉国巴布納縣的一个乌帕齐拉，位於拉傑沙希专区的巴布納縣。。

## 人口
據1991年孟加拉國人口普查，查特莫哈爾共有戶數39,489戶，人口227524人。其中男性佔比50.63%，女性佔比49.37%；成年人口109,774人。該地7歲以上人口之平均識字率為24.1%。